# Polizeiruf 110: Keine Liebe, kein Leben
Keine Liebe, kein Leben ist ein deutscher Kriminalfilm von Jan Růžička aus dem Jahr 1994. Der Fernsehfilm erschien als 165. Folge der Filmreihe Polizeiruf 110.

## Handlung
Im Mai 1984 wurde die attraktive Marlene in Leipzig erstochen. Sie hatte auf einer Feier mit den Gefühlen der Studienfreunde Max Pelitz und Hans Dörner gespielt, die beide ihre Geliebten waren. Der alkoholisierte Max wurde als Täter verhaftet und verurteilt. Nach zehn Jahren kommt er nun vorzeitig frei. In Leipzig sucht er nach Hans; sein ehemaliger Professor Falk, der sich sein Geld nun als Cafégeiger verdient, berichtet ihm, dass Hans inzwischen im Freylach-Institut arbeitet. Hans zeigt sich erfreut über Max’ Auftauchen. Beide treffen sich am Abend und Hans bringt Max mit der Edelprostituierten Dominique zusammen, die ihn in Marlene-Verkleidung erwartet. Hans wird unterdessen von seinem früheren Kommilitonen Thomas Fahrensteiner, der inzwischen als freier Fotograf arbeitet, aufgesucht und erpresst. Er fordert mehr Geld von Hans, was dieser ablehnt. In einem Restaurant gesteht Hans Max kurz darauf, dass in Wirklichkeit er damals Marlene getötet habe. Max schlägt ihn nieder; da er auf Bewährung entlassen wurde, wird der Fall Oberkommissar Raabe übertragen, der von Max erfährt, dass Hans sich als Mörder bezeichnet habe. Hans wiederum streitet dies ab und zweifelt an Max’ geistiger Gesundheit. Er verzichtet zudem auf eine Anzeige, sodass Max auf freiem Fuß bleibt.
Thomas ruft Max anonym an und teilt ihm mit, dass er ihm für 30.000 Mark Beweise liefern könne, die den wahren Mörder von Marlene entlarven. Hans hat Max’ Telefon angezapft und weiß so von dem Anruf. Max wendet sich an Raabe und bittet ihn um Geld. In Absprache mit Oberkommissar Jürgen Hübner und Kriminalrat Meier erhält Raabe das Geld und überwacht den Ort der Geldübergabe. Thomas jedoch erscheint nie. Er wird an seinem Haus von Hans abgepasst, der ihm die Beweise – Negative von Fotografien der Tat – abnimmt und ihn anschließend überfährt. Raabe und Hübner können schnell eine Verbindung von Max, Hans und Thomas herstellen und vermuten, dass Thomas die Beweise liefern wollte, da er die letzten Jahre offensichtlich für sein Stillschweigen bezahlt wurde. Zudem findet sich ein Zettel in seinem Büro, auf dem Marlene ihn aufforderte, sie nicht mehr zu belästigen. Von Thomas’ Ex-Frau erfährt Raabe, dass Thomas Schweigegeld erhielt, auch wenn sie nicht weiß, von wem und weswegen. Raabe recherchiert am damaligen Tatort, wo Thomas unentdeckt Fotos von dem Mord hätte aufnehmen können. Mit einer verkleideten Schaufensterpuppe stellt er die Tat nach und lässt sich von seinem Assistenten Schulz dabei fotografieren.
Hans bestellt unerwartet Max zu sich, um ihm alles zu offenbaren. Er inszeniert das Treffen, indem er seine Sekretärin so zu sich bestellt, dass sie beim Verlassen des Hauses Max sehen muss. Auf einen Sessel legt er eine Pistole, die Max aufnehmen muss, um sich zu setzen. Schließlich offenbart er Max Details zum Mord, doch reagiert Max nicht im Affekt und verlässt die Wohnung, ohne auf ihn zu schießen. Vor dem Haus hört Max den Schuss und findet Hans leblos in einer Blutlache auf – er hat auf sich selbst geschossen, ist jedoch nicht tot, wie Max glaubt. Max flüchtet und Hans wird verletzt ins Krankenhaus eingeliefert. Obwohl alle Indizien auf Max als Täter hinweisen, zweifelt Raabe an seiner Schuld. Am Telefon berichtet er Max, dass Hans nicht tot sei. Die Ermittler erfahren, dass Max sich über einen V-Mann eine Waffe besorgen will. Der Kauf kommt nicht zustande. Stattdessen kapert Max einen Polizeiwagen und begibt sich als Polizist verkleidet zu Hans, den er mit Waffengewalt zum damaligen Tatort bringt. Die Ermittler kommen mit weiteren Polizisten kurz darauf ebenfalls am Ort von Marlenes Ermordung an. Max kündigt eine öffentliche Hinrichtung Hans’ an, da die Ermittler offensichtlich nicht in der Lage seien, die Wahrheit herauszubekommen. Raabe jedoch rekonstruiert den Fall und Hans’ Schuld, für die er Beweise habe. Thomas habe nicht nur die Beweise besessen, die er Hans übergeben habe und die dieser vernichtet hat, sondern er habe sich zusätzlich über seine Ex-Frau abgesichert, der er ebenfalls ein Foto der Ermordung Marlenes übergeben habe. Er zeigt das Foto Max und überwältigt ihn kurz darauf. Hans wiederum beginnt hastig, das Beweisstück aufzuessen, doch macht ihm Raabe klar, dass er das Bild vervielfältigt hat. Hans wird abgeführt. Kriminalrat Meier wiederum rügt Raabe, dass er das klare Beweisstück so lange zurückgehalten habe. Raabe zeigt ihm das Foto: Es ist eine Aufnahme der gestellten Ermordung Marlenes, auf der er selbst mit der Schaufensterpuppe zu sehen ist.

## Produktion

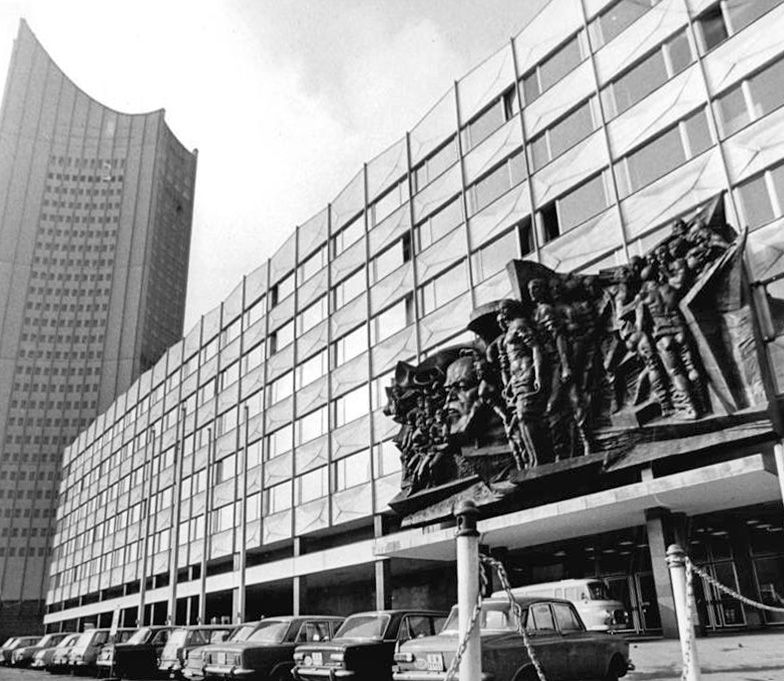
Universität Leipzig mit Relief, ein Drehort des Films

Keine Liebe, kein Leben wurde bis Sommer 1993 in Leipzig und Umgebung gedreht. Drehorte waren unter anderem der Hauptbahnhof und das Hauptgebäude der Universität Leipzig an der Westseite des Augustusplatzes, zu der Zeit noch mit dem Relief Aufbruch an der Fassade. Die Kostüme des Films schuf Anne-Gret Oehme. Keine Liebe, kein Leben erlebte am 6. November 1994 in der ARD seine Fernsehpremiere. Die Zuschauerbeteiligung lag bei 15,3 Prozent.
Es war die 165. Folge der Filmreihe Polizeiruf 110. Oberkommissar Raabe ermittelte in seinem dritten und letzten Fall. Jürgen Frohriep war letztmals als Oberkommissar Jürgen Hübner zu sehen. Er hatte die Rolle seit 1972 in 67 Polizeirufen verkörpert und verstarb kurz nach Ende der Dreharbeiten im Juli 1993; die Erstausstrahlung des Films erfolgte postum.

## Kritik
„Trotz guter Story nur ein Polizeiruf 08/15“, befand TV Spielfilm. Für Peter Hoff waren „die Milieubeobachtungen […] stimmig, die Handlung aber bleibt im Klischee stecken“. Die Handlung selbst sei „nur oberflächlich motiviert“ und Jürgen Frohrieps ungeplanter Abschied glanzlos.
Angesichts des geplanten Ausstiegs des Bayerischen Rundfunks aus der Produktion der Polizeiruf-Reihe im November 1994, wobei unter anderem mit einer zukünftigen Fokussierung auf den Tatort argumentiert wurde, schrieb die Süddeutsche Zeitung: „Wer den MDR-Polizeiruf am vergangenen Sonntag gesehen hat, mit einem leise besonnenen Kommissar Hübner […], dem wird klar geworden sein, dass es im Falle dieser Krimireihe nicht nur um neue oder andere Dramaturgien geht und andere Handlungen. Zu besichtigen war da noch einmal ein anderer Rhythmus, eine vielleicht vergangene Langsamkeit.“